# 坎热
坎热（法語：Quingey，法語發音：[kɛ̃ʒɛ]），法国东部市镇，位于勃艮第-弗朗什-孔泰大区杜省，隶属于贝桑松区，其市镇面积为8.55平方公里，2022年1月1日时人口数量为1,313人，在法国城市中排名第7,658位。
坎热位于杜省西部，卢河畔，是一个区域性的中心城市，多条公路在此交汇。

## 地名来源
根据当地官方网站的论述，“Quingey”一名由“Quin”和“Gy”组成，分别意为“好的”和“停留”，其词源尚有待考证。

## 历史

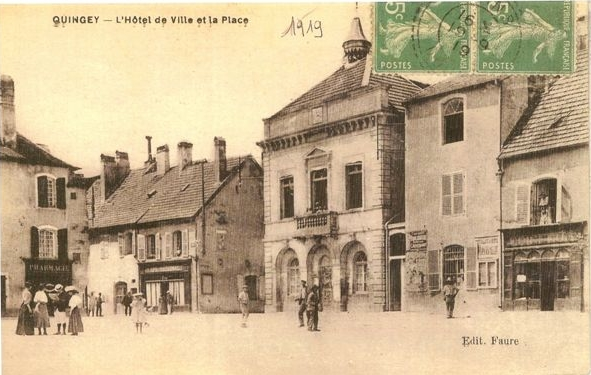
1919年的坎热

坎热的早期历史尚不清楚。根据当地官方网站的论述，古罗马时期一条连接里昂和斯特拉斯堡的道路由此经过，坎热在公元三世纪以前就形成聚落。中世纪时，坎热长期为勃艮第的一部分，1477年随着勃艮第的玛丽与马克西米利安一世联姻而成为哈布斯堡王朝的一处领地。1590年，首座横跨卢河的桥梁建成。1610年，坎热获得市镇宪章，此后当地出现了磨坊和面粉加工厂。1678年，坎热及其所属的弗朗什-孔泰地区根据《奈梅亨条约》被路易十四获得。法国大革命后，坎热成为杜省的一个市镇。工业革命期间，坎热境内出现了铁厂，后于1930年关闭。
在行政区划方面，坎热在1790至2015年间为坎热县的县治，并在2001至2017年间为坎热县市镇公共社区的办公驻地。

## 地理

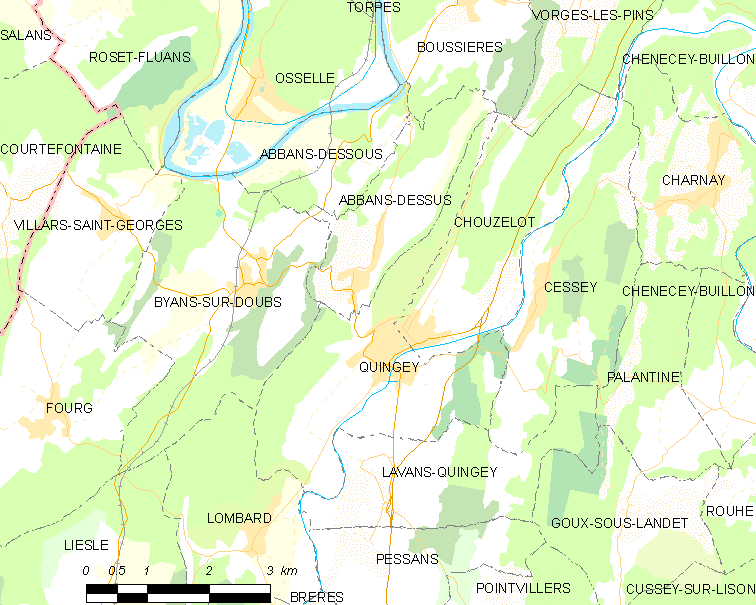
坎热市镇范围地图

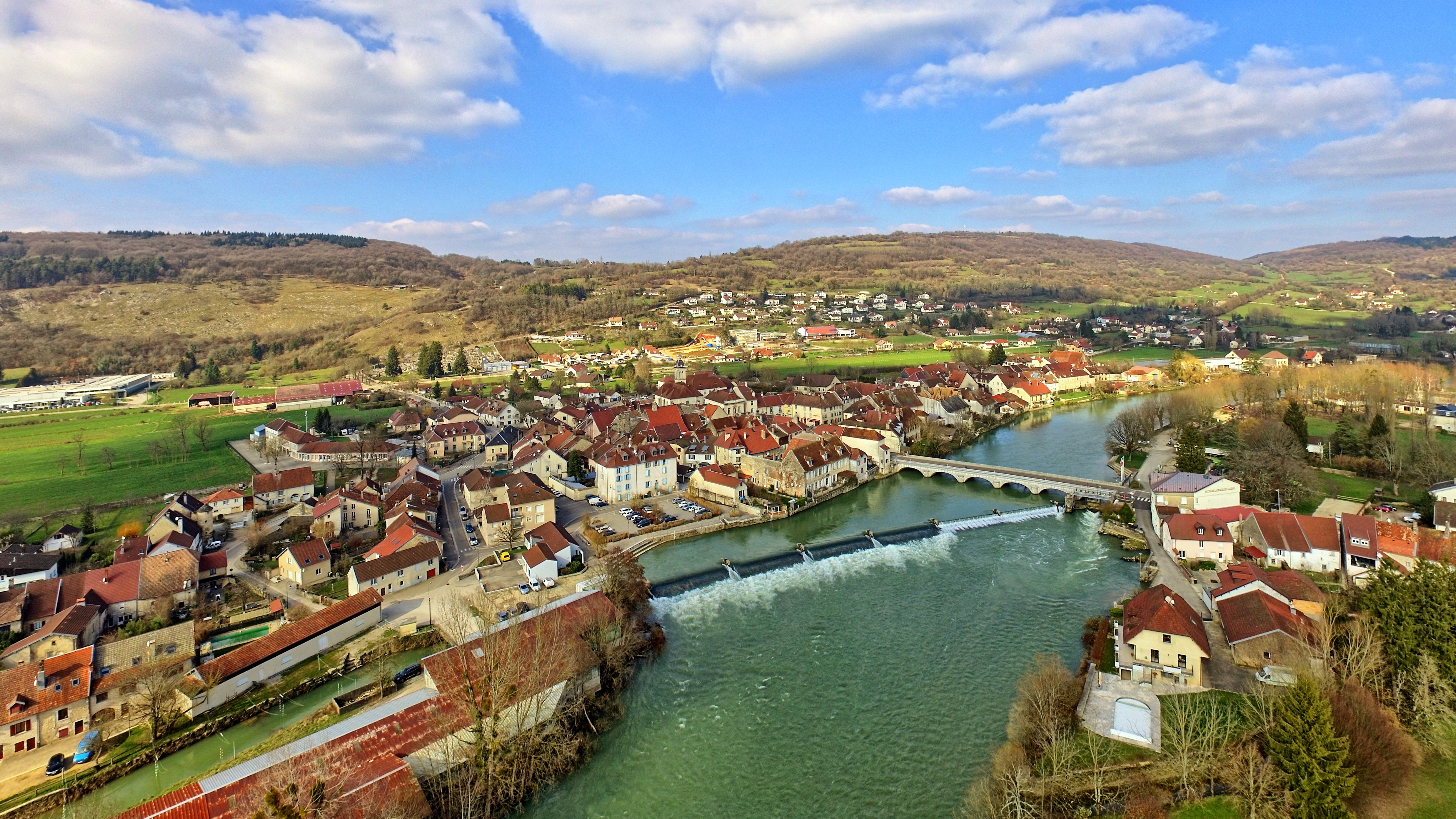
鸟瞰坎热全景

坎热位于法国东部，勃艮第-弗朗什-孔泰大区东部和杜省西南部，距离省会贝桑松大约23公里。与坎热接壤的市镇包括：阿邦代叙、布西耶尔、舒泽洛、杜河畔比扬、隆巴尔、塞塞和拉旺坎热。

### 地形
坎热位于卢河下切河谷内，境内以丘陵为主，市镇中心位于一处较为开阔的河谷底端，东南和西北两侧为山地，全境海拔在259到522米之间。

### 水文
卢河自东北向西南流经坎热。

### 植被
坎热属于温带阔叶混交林区，林地广泛分布于河谷及山地地带，市区东南（卢河左岸）和西北分别为莱鲁特树林（Bois des Routes）和穆瓦尼树林（Bois de Moini）。
在鲜花城市的评比中，坎热暂未被评级。

### 气候
坎热在柯本气候分类法中属于带有大陆性气候特征的温带海洋性气候（Cfb）。

## 行政区划
坎热的市镇编号为25475，邮政编号为25440。
在行政管理方面，坎热隶属于法国勃艮第-弗朗什-孔泰大区杜省贝桑松区；在地方选举方面，坎热隶属于圣维特县，其市镇范围全境被划入杜省第一选区；在社会管理方面，坎热是卢-利松市镇公共社区的组成部分。
截至2024年6月，坎热市镇范围内暂无任何城市敏感街区及城市政策优先街区。
法国国家统计与经济研究所（简称）在进行数据统计时，未将坎热划入任何城市核心区（Unité urbaine）和城市区（Aire urbaine）。自2020年起，坎热被划入包含310个市镇的坎热城市辐射区。此外，还将坎热市镇整体看作一个“块区”（IRIS），以便于统计人口分布情况。

## 交通

### 公路
法国国道N83线和杜省省道D13线、D17线、D101线和D286线在坎热境内交汇。勃艮第-弗朗什-孔泰大区城际客运LR207线经停坎热，可通往贝桑松。
2020年，80.2%的坎热家庭拥有至少一辆私人汽车。2014年，坎热境内共发生各类交通事故1起，造成1人遇难。
| 4 | 28 |

| 贝桑松 | 23 |

| 伯尔 | 17 |

| 穆沙尔 | 17 |

### 铁路
距离坎热最近的运营中的客运铁路车站为5公里外的比扬站，该站停靠往返于贝桑松和隆斯勒索涅一线的区域列车。

### 航空
坎热距离多勒机场的公路里程大约47公里。

### 城市公共交通
截至2024年6月，坎热暂无城市公共交通系统。

## 政治

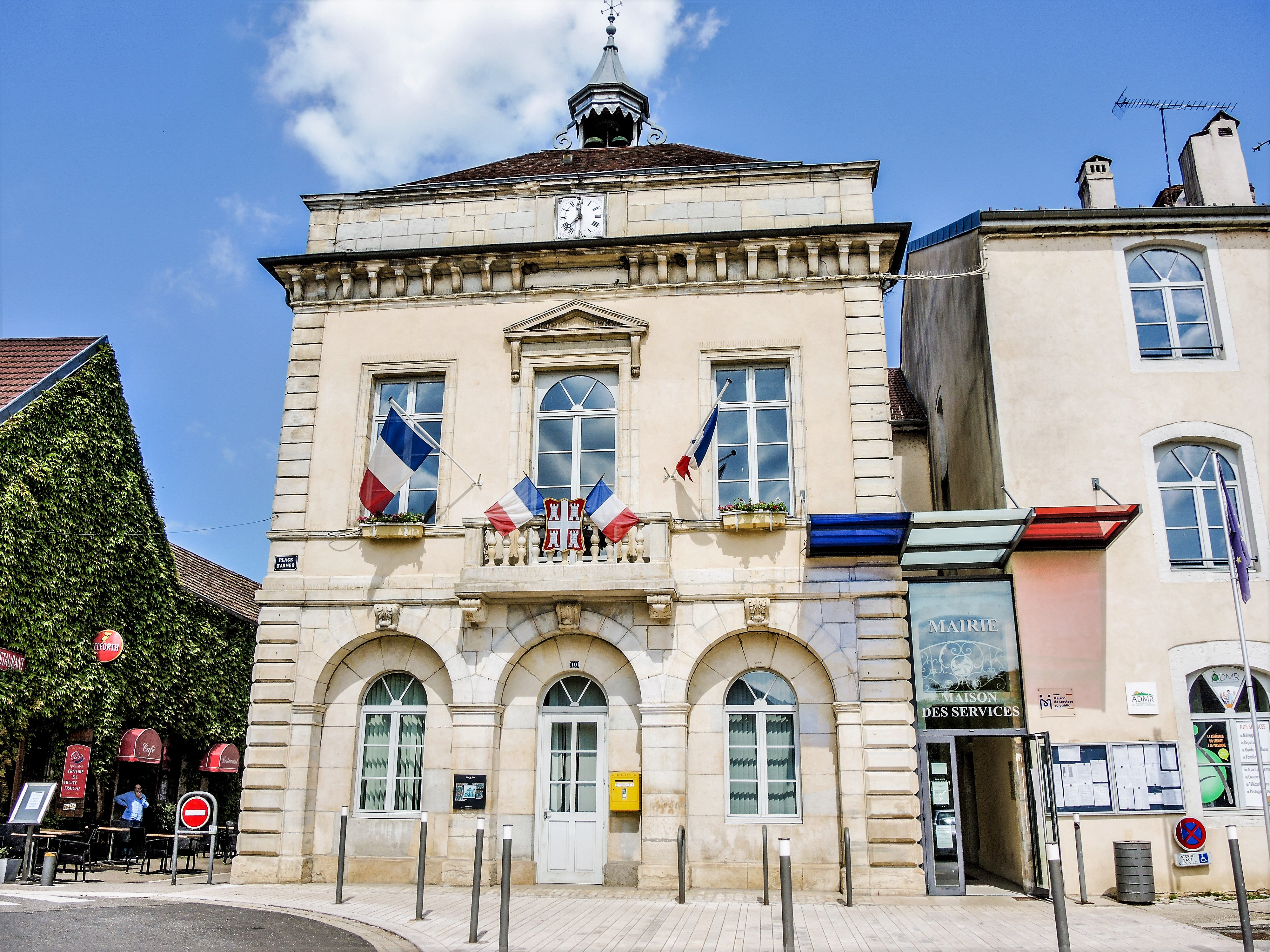
坎热市政厅

坎热的现任市长为萨拉·费夫尔女士（Sarah FAIVRE），她是一名无党派人士，在2020年的市政选举中获得了100.00%的支持率（无其他候选人）。
在2022年的法国总统大选的第二轮选举中，法国第25任总统埃马纽埃尔·马克龙在坎热获得了54.98%的支持率。

## 人口
2021年，坎热市镇人口数量为1,356，在法国排名第7,658位。其中男性673人，女性726人，75岁及以上人口占11.4%，外籍人口数量为32人，人口密度为159人/平方公里，当地居民被称为（男性）或（女性）。2022年，坎热境内出生7人，死亡人口39人。
| 坎热1901年－2021年人口变化情况 |
|                                |
| 数据来源：Cassini、INSEE       |

## 经济
坎热是一个区域性的中心城市。截至2024年6月，坎热市镇范围内共有各类用人单位（包含自雇）256家，平均历史为17年，其中97.74%为中小型企业（PME），2024年4月至6月间，当地的经济活力指数为0.39%。

## 财政与居民收入
2022年，坎热的财政收入总额为1,156,870欧元，财政支出总额为955,600欧元，当年的债务总额为819,640欧元。2022年，坎热市镇通过增值税获得95,660欧元的收入，此外当地还共获得了182,250欧元的国家直接财政补助。
| 坎热居民收入情况                                 | 坎热居民收入情况 | 坎热居民收入情况      | 坎热居民收入情况 |
| 内容                                             | 坎热             | 法国                  | 统计年份         |
| ------------------------------------------------ | ---------------- | --------------------- | ---------------- |
| 征税家庭总数                                     | 495              | 1,081（法国市镇平均） | 2022年           |
| 居民平均月收入                                   | 2,193欧元        | 2,435欧元             | 2022年           |
| 高级职员人均月收入                               | 不详             | 4,331欧元             | 2021年           |
| 中级职员人均月收入                               | 不详             | 2,470欧元             | 2021年           |
| 普通职员人均月收入                               | 不详             | 1,801欧元             | 2021年           |
| 贫困率                                           | 不详             | 14.5%                 | 2020年           |
| 青壮年（15至64岁）失业率                         | 5.8%             | 7.4%                  | 2020年           |
| 征税家庭数量占比                                 | 44.0%            | 45.5%                 | 2020年           |
| 家庭年均纳税                                     | 2,990欧元        | 4,393欧元             | 2022年           |
| 资料来源：INSEE、L'Internaute、Le Journal du Net |                  |                       |                  |

## 社会事务

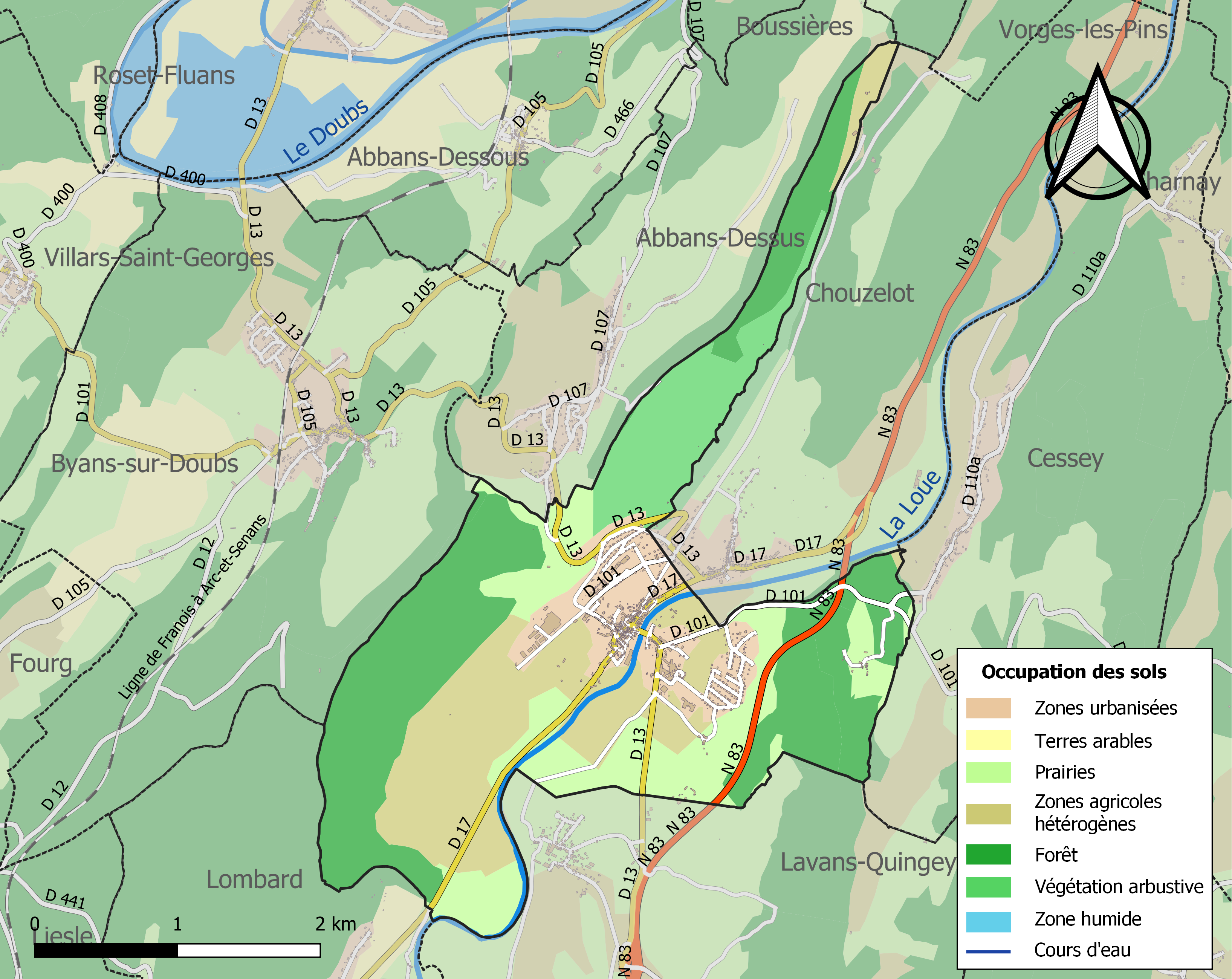
坎热土地利用情况地图

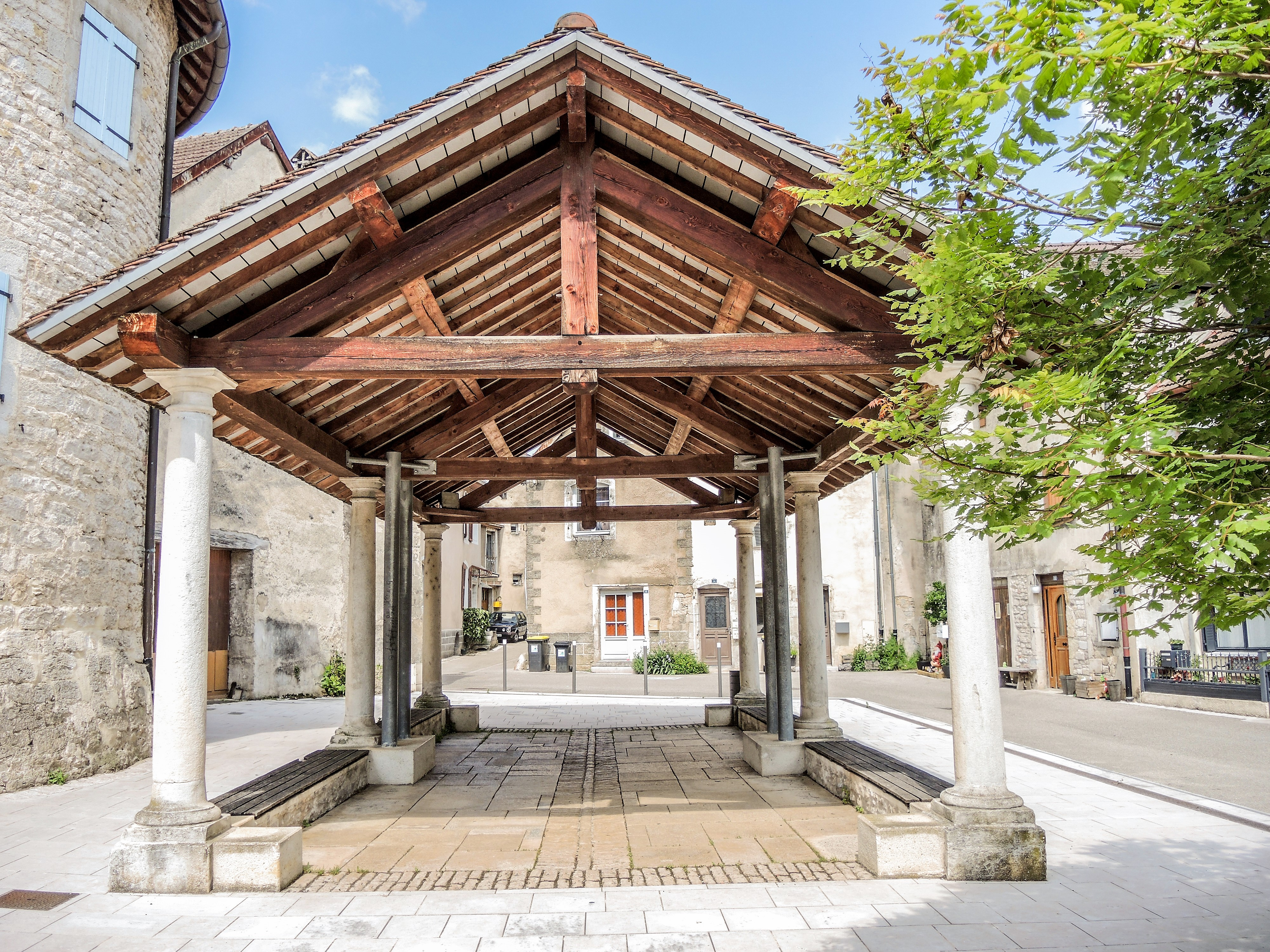
集市大堂

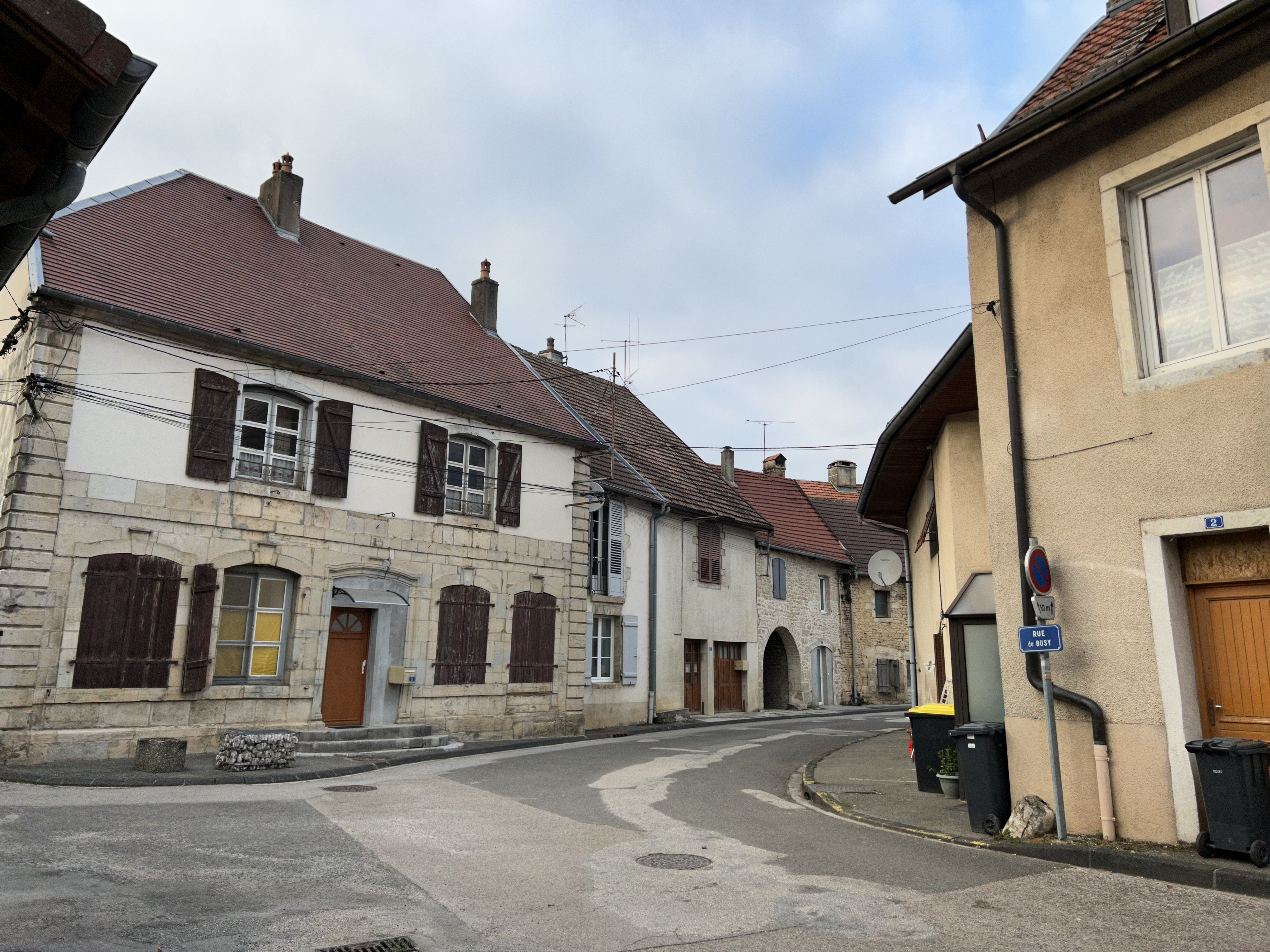
比西街

### 教育
坎热属于贝桑松学区。截至2021年1月1日，坎热境内共有1所小学和1所初级中学。2022至2023学年度，坎热境内共有在校中等教育阶段学生382名。

### 医疗
截至2021年1月1日，坎热境内共有全科医生2名、保健师4名和护士6名。境内共有药房1家、养老院1家、残疾人帮扶中心1家。
距离坎热最近的区域性医疗机构为贝桑松大学中心医院，其主病区让·曼若医院（Hôpital Jean Minjoz）位于贝桑松市区西侧，距离坎热市区的正常车程大约24分钟，该院设有床位1,203个，是杜省规模最大的公立综合性医院。

### 住房
2020年，坎热境内共有各类住房582套，其中63.6%为独立式住宅，36.1%为集中式住宅。常住房屋占坎热市镇范围内居民建筑总量的90.0%。
在住房保障政策方面，2022年，坎热境内共有103户家庭获得了住房经济补助，受益人数占总人口数量的7.6%，其中115份为房租补助。

### 商业
2021年，坎热境内共有各类实体商铺36家，其中餐厅5家、大型超市1家、杂货店1家、面包房1家、银行门店1家、美容美发店2家、汽车维修店3家。坎热镇中心南侧建有一家Intermarché超市。

### 体育
2021年，坎热境内共有1间体育馆、2处网球场、1处足球或橄榄球场以及1处篮球或排球场。
截至2024年6月，卢河谷足球俱乐部（FC Val de Loue，编号550789）是坎热境内唯一的一家注册足球俱乐部，其主队2024至2025赛季参加勃艮第-弗朗什-孔泰大区足球联赛丙组（法国第八级别），其主场为市政球场（Stade Municipal）。

### 环境
坎热的环境事务由其所属的卢-利松市镇公共社区联合各级政府协调负责。2021年，坎热境内暂无污染企业。

### 治安
2021年，坎热市镇范围内有1处宪兵队。
坎热及其附近的共255个市镇是贝桑松国家宪兵队（zone gendarmerie de Besançon）的管辖范围。2020年，该宪兵队累计记录各类案件3,249起，其中盗窃类案件1,623起，经济类案件531起，毒品交易类案件157起。

## 文化
2021年，坎热境内暂无任何文化设施。坎热境内建有坎热地区多媒体中心（Médiathèque du pays de Quingey），每周二、三、五、六向公众开放。

### 建筑
坎热境内有多处历史建筑，其中坎热城堡为法国国家文物保护单位，镇中心的圣马丁教堂（Église Saint-Martin de Quingey）是当地的地标性建筑物。

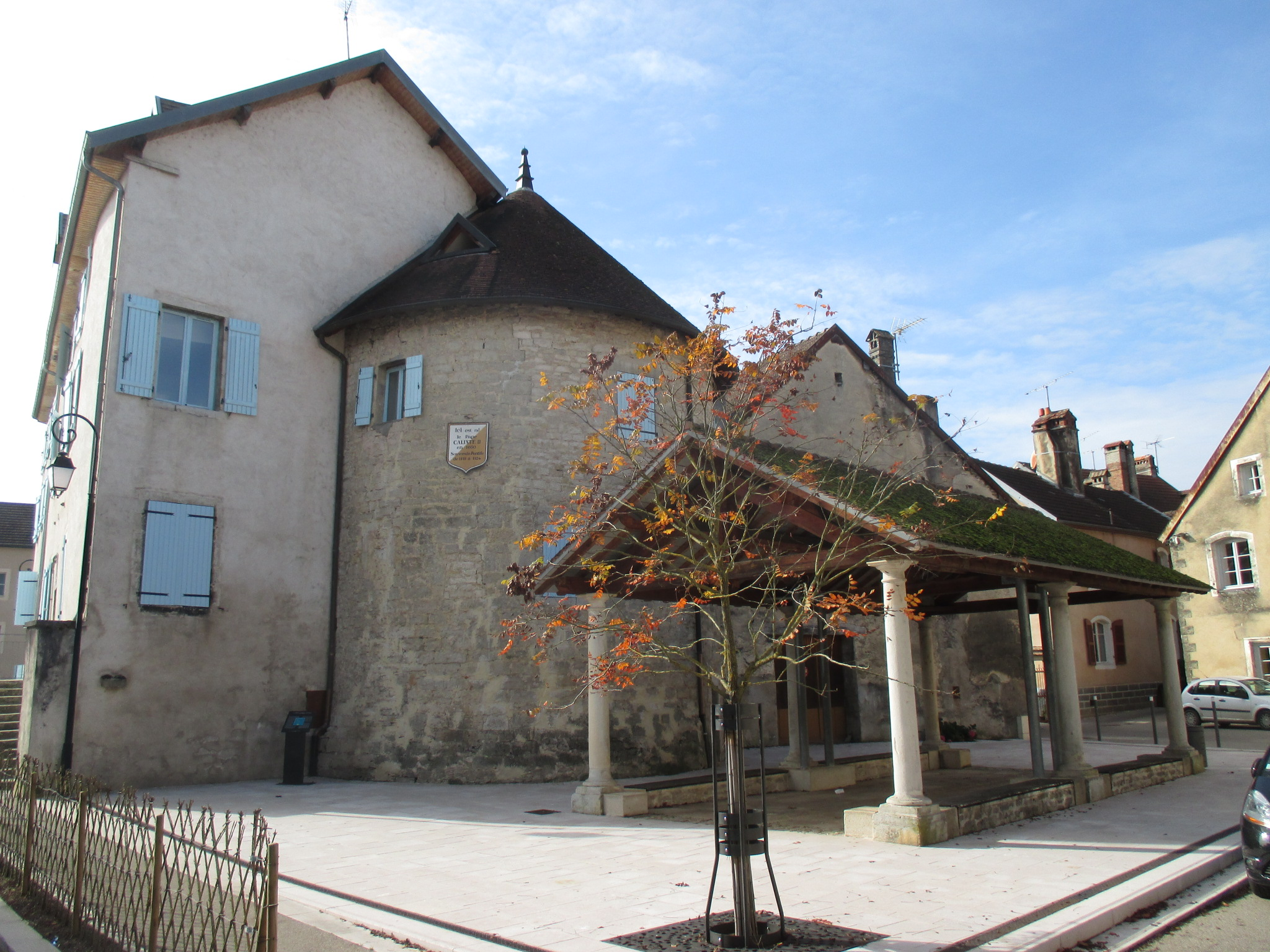
坎热城堡
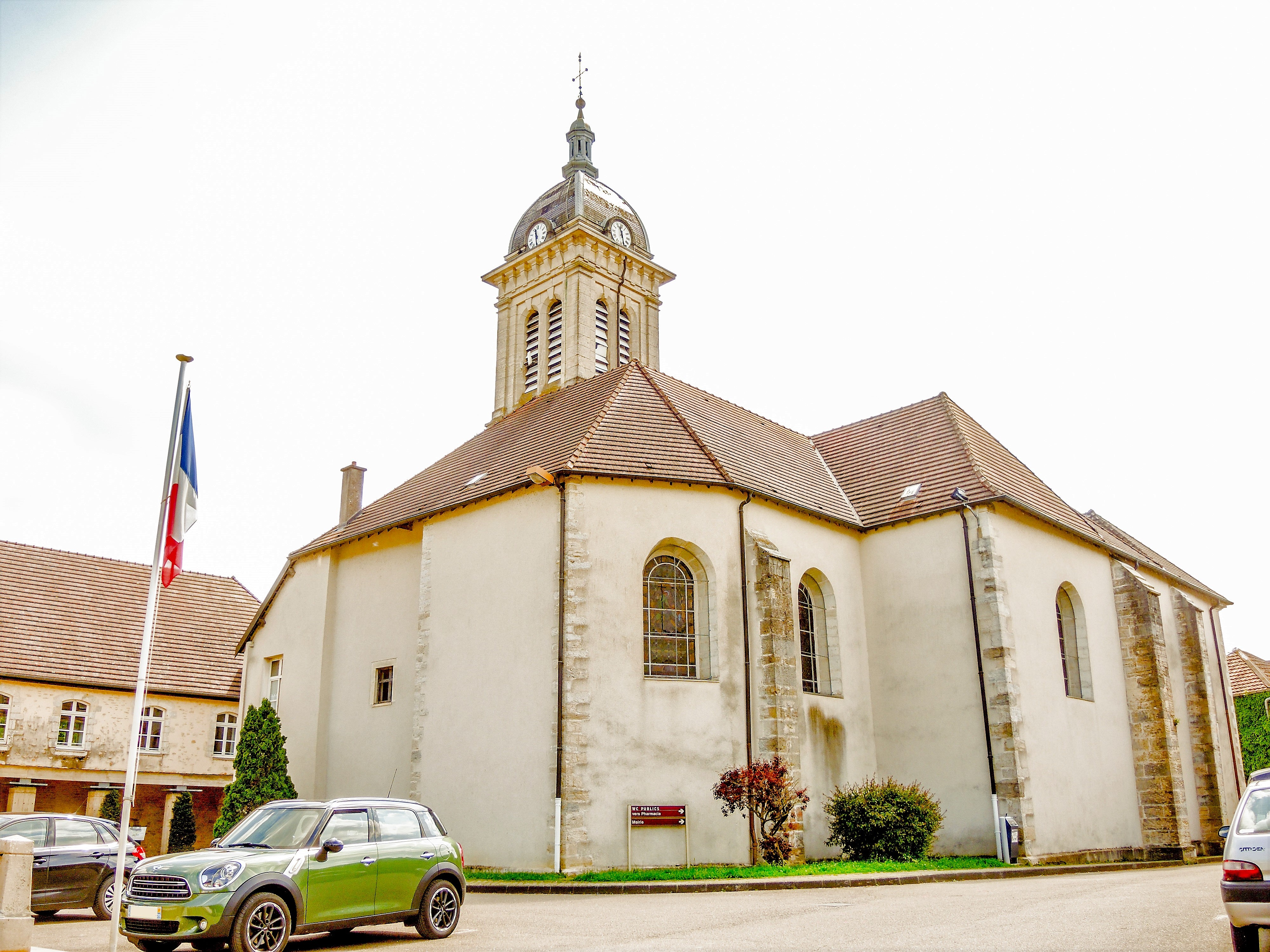
圣马丁教堂
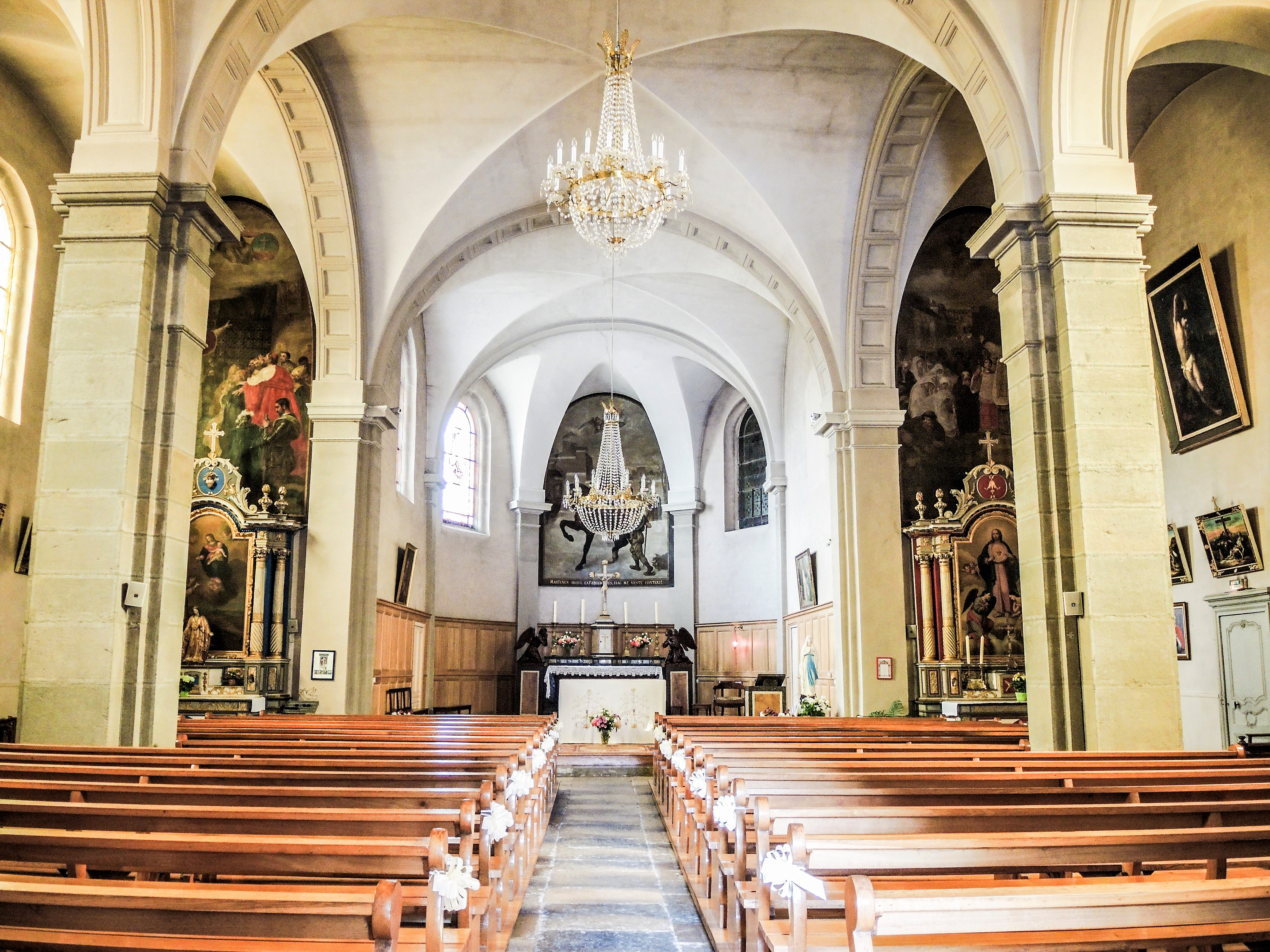
教堂大厅
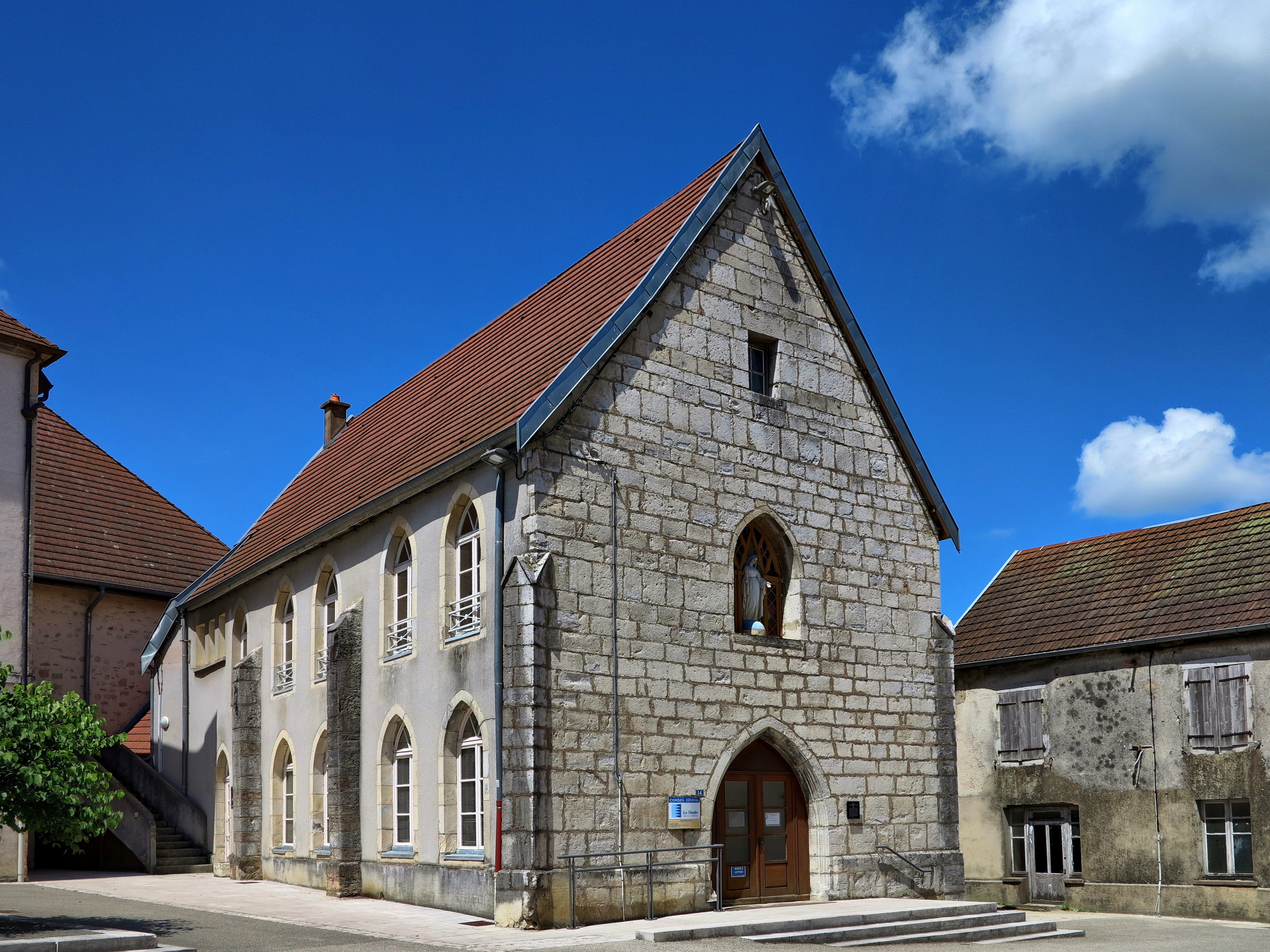
十字兄弟小教堂
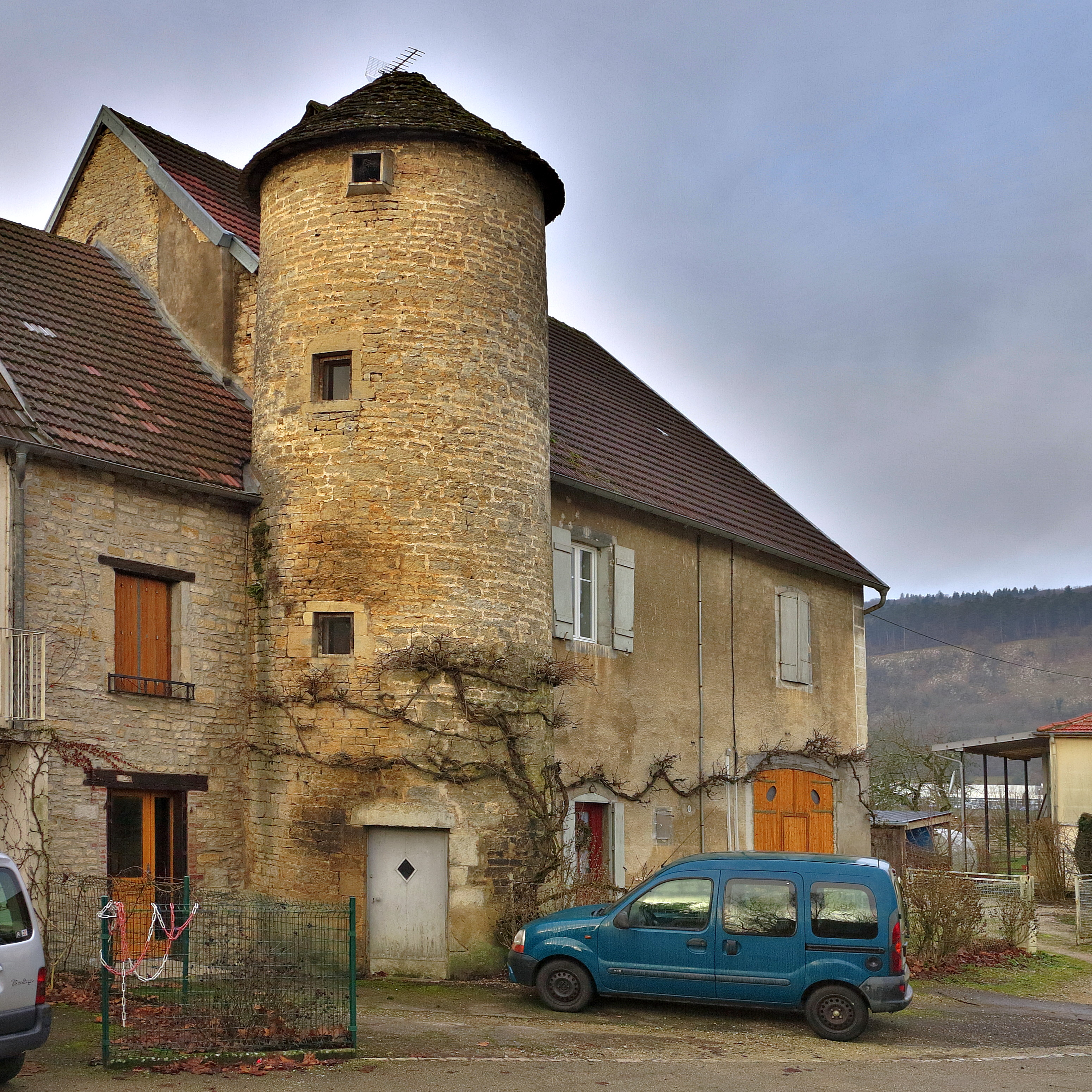
勃艮第公爵塔
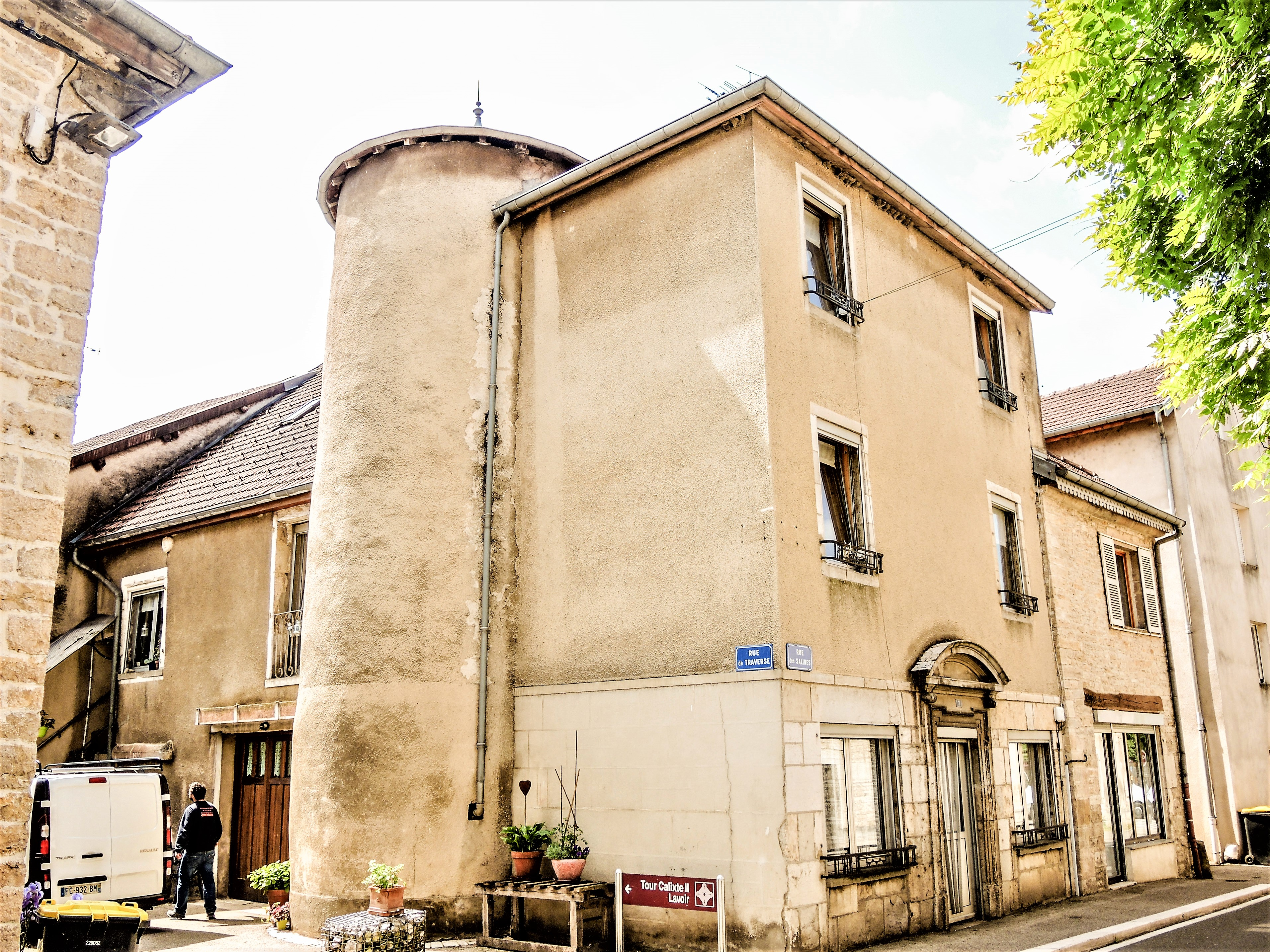
一处传统民居
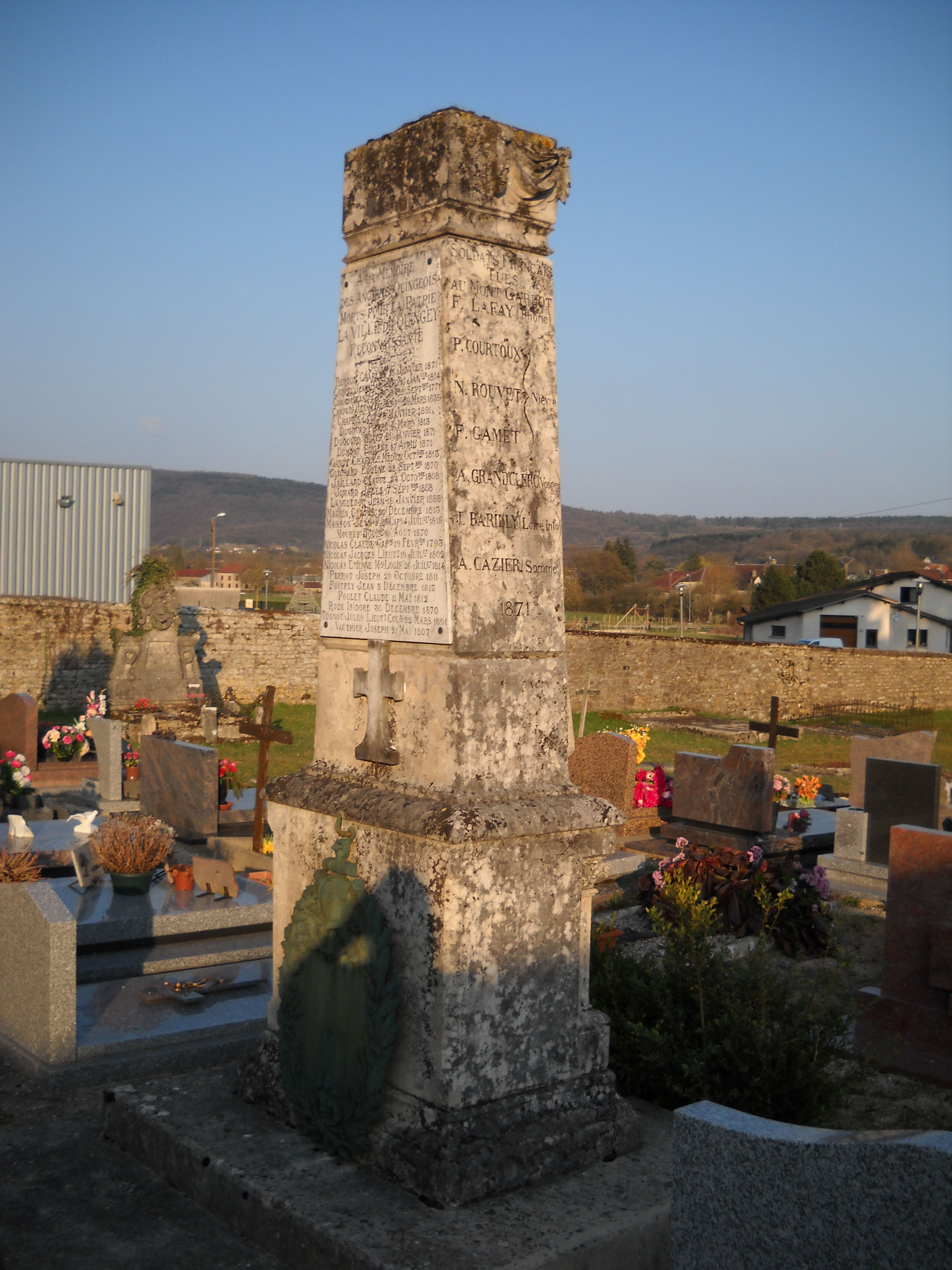
烈士纪念碑

### 旅游
坎热的旅游事务由其所属的卢-利松市镇公共社区联合各级政府协调负责。2023年，坎热境内共有1家酒店共计10间房间；另有1个露营地，可容纳共65辆露营车。

### 媒体
法国主要的媒体均可在坎热接收，法国电视三台下属的勃艮第-弗朗什-孔泰大区频道在部分时段播出坎热所在杜省的地方新闻。蓝色法兰西贝桑松广播、BIP广播、《东部共和国人报》等是当地主要的地方媒体。

## 相关人物
教宗嘉禮二世和法国画家费利克斯-亨利·贾科莫蒂出生于坎热。

## 友好城市
截至2024年6月，坎热暂未建立任何友好城市关系。